# Hans Dahs (Rechtsanwalt, 1904)
Hans Dahs sen. (* 4. Februar 1904 in Bonn; † 1. Mai 1972 ebenda) war ein deutscher Rechtsanwalt. Er vertrat Bundeskanzler Konrad Adenauer und einen seiner engsten Berater in den SPIEGEL-Schmeißer-Prozessen 1952, den Fabrikantensohn Ernst Klönne im Prozess um das Massaker im Arnsberger Wald 1957/58 und den Unternehmer Hermann Wirtz im Contergan-Skandal 1962/63.

## Leben
Nach dem Studium der Rechtswissenschaft legte Hans Dahs beide Staatsexamina ab. Er promovierte an der Universität Bonn zum Dr. jur. und ließ sich 1929 als Rechtsanwalt in Bonn nieder. Er war einer der bekanntesten deutschen Strafverteidiger. 1953 wurde er Honorarprofessor für Bürgerliches Recht und Zivilprozessrecht an der Bonner Universität. Im Jahre 1954 gründete er mit seinem früheren Referendar Konrad Redeker eine Sozietät, die heute als Partnerschaftsgesellschaft Redeker Sellner Dahs firmiert. Er war einer der Verteidiger im Prozess um das Massaker im Arnsberger Wald 1957/58 und konnte für seinen Mandanten Ernst Klönne ein überraschend mildes Urteil für dessen Beteiligung an den Tötungsaktionen in Warstein, Suttrop und Eversberg erreichen, bei denen in der Endphase des Zweiten Weltkrieges 208 Zwangsarbeiter und 2 Kinder ermordet worden waren.
Hans Dahs vertrat Hermann Wirtz, den Gründer der Grünenthal GmbH, im Contergan-Skandal. Wirtz hatte ebenso wie die Geschäftsführer des Pharmaunternehmens 1962, als bereits Ermittlungen gegen sie liefen, beträchtliches Grundbesitz- und Immobilienvermögen auf nahe Verwandte überschrieben. Nachdem der Aachener Staatsanwalt Dr. Havertz die genauen Daten der Vermögensübertragungen der Presse mitgeteilt hatte, stellte Dahs eine Dienstaufsichtsbeschwerde gegen ihn, in der er nicht nur dessen „berufliche und menschliche Eignung“ für die Führung eines solchen Verfahren in Frage stellte, sondern es fälschlicherweise so darstellte, als habe das Vormundschaftsgericht die Vermögensübertragungen in 1962 als unbedenklich in puncto Gläubigerschutz eingestuft.
Dahs war seit Ende der 1940er Jahre bis zu seinem Tod Vorsitzender des Strafrechtsausschusses des Deutschen Anwaltvereins sowie des Strafrechtsausschusses der Bundesrechtsanwaltskammer. Er war seit 1946 Mitglied des Deutschen Juristentags. In die Große Strafrechtskommission des Bundesjustizministeriums wurde er 1954 als einziger Anwalt berufen. Er gehörte der Association Internationale de Droit Pénal ebenso wie dem Kuratorium der Max-Planck-Instituts für ausländisches und internationales Strafrecht in Freiburg an.
Die Hans-Dahs-Plakette ist die höchste Auszeichnung der deutschen Anwaltschaft und wird vom Deutschen Anwaltverein an Rechtsanwälte verliehen, die sich sowohl um die Anwaltschaft als auch um deren Verbindung zur Wissenschaft verdient gemacht haben.
Sein Sohn Hans Dahs trat 1964 als Anwalt in die Kanzlei Redeker Sellner Dahs ein.

## Schriften
- Handbuch des Strafverteidigers. Verlag Otto Schmidt, Köln 1969.[7]